# Liste der denkmalgeschützten Objekte in Gaflenz
Die Liste der denkmalgeschützten Objekte in Gaflenz enthält die 6 denkmalgeschützten, unbeweglichen Objekte der Gemeinde Gaflenz im oberösterreichischen Bezirk Steyr-Land.

## Denkmäler
| Foto |                 | Denkmal                                                                         | Standort                                    | Beschreibung | Metadaten |
| ---- | --------------- | ------------------------------------------------------------------------------- | ------------------------------------------- | --- | --- |
| ja   | Datei hochladen | Kath. Pfarrkirche hl. Andreas HERIS-ID: 18712 Objekt-ID: 15006                  | bei Markt 1 Standort KG: Gaflenz            | Die im frühgotischen Baustil errichtete Pfarrkirche wurde 1140 eingeweiht. Die Erhebungsurkunde vom 24. Oktober 1140 zur Pfarre Gaflenz ist auch die erste urkundliche Erwähnung von Gaflenz. 1464 wurde die Pfarrkirche erweitert. 1948/49 wurden gotische Fresken, die Szenen aus dem Marienleben darstellen, freigelegt. 1988/89 wurde die Kirche einer umfangreichen Restaurierung und Erweiterung unterzogen. | BDA-Hist.: Q15992136 Status: § 2a Stand der BDA-Liste: 2025-06-30 Name: Kath. Pfarrkirche hl. Andreas GstNr.: .25 Pfarrkirche Gaflenz                          |
| ja   | Datei hochladen | Johanneskapelle HERIS-ID: 18709 Objekt-ID: 15003                                | gegenüber Markt 4 Standort KG: Gaflenz      | In der Kapelle befinden sich ornamentale Fresken aus dem zweiten Viertel des 18. Jahrhunderts und eine Statue des hl. Johannes von Nepomuk aus dieser Zeit. | BDA-Hist.: Q37845662 Status: § 2a Stand der BDA-Liste: 2025-06-30 Name: Johanneskapelle GstNr.: .49/1 Johanneskapelle Gaflenz                                  |
| ja   | Datei hochladen | Gasthof zur Traube mit Schmiede HERIS-ID: 18710 Objekt-ID: 15004                | Markt 6 Standort KG: Gaflenz                | | BDA-Hist.: Q37845674 Status: Bescheid Stand der BDA-Liste: 2025-06-30 Name: Gasthof zur Traube mit Schmiede GstNr.: .14/1, .14/2                               |
| ja   | Datei hochladen | Zöttl-Kapelle HERIS-ID: 18713 Objekt-ID: 15007                                  | Großgschnaidt 9 Standort KG: Kleingschnaidt | | BDA-Hist.: Q37845705 Status: Bescheid Stand der BDA-Liste: 2025-06-30 Name: Zöttl-Kapelle GstNr.: .1/2                                                         |
| ja   | Datei hochladen | Schürhagel’sche Hauskapelle Mariae Himmelfahrt HERIS-ID: 18727 Objekt-ID: 15021 | gegenüber Neudorf 5 Standort KG: Neudorf    | | BDA-Hist.: Q37845743 Status: Bescheid Stand der BDA-Liste: 2025-06-30 Name: Schürhagel’sche Hauskapelle Mariae Himmelfahrt GstNr.: 119                         |
| ja   | Datei hochladen | Kath. Filialkirche hl. Sebald Heiligenstein HERIS-ID: 18711 Objekt-ID: 15005    | bei Breitenau 1 Standort KG: Pettendorf     | Am Gipfel des steil abfallenden Heiligensteins (782 m ü. A.) befindet sich die im gotischen Baustil errichtete Kirche St. Sebald am Heiligenstein. Die römisch-katholische Wallfahrtskirche ist als einzige Kirche Österreichs nach dem heiligen Sebaldus von Nürnberg geweiht. Die Sebalduskirche ist das Wahrzeichen der Marktgemeinde Gaflenz und ziert auch dessen Wappen. Die Kirche wurde 1413 als Kapelle errichtet. Nach der Heiligsprechung Sebaldus kam es zu einem Aufschwung des Wallfahrertums auf den Heiligenstein. Um 1470 wurde die Kapelle zu einer Kirche ausgebaut und im 16. Jahrhundert erweitert. 1657 wurde der Pilgerweg von Gaflenz zur Sebalduskirche renoviert und ausgebaut. 1701 wurde der Kalvarienberg von Gaflenz auf den Heiligenstein mit fünf Kapellen errichtet und zwei Jahre später das Mesnerhaus gebaut. 1733 erfolgte die Errichtung des Kirchturms in seiner heutigen Gestalt. 1751 wurde die heutige Kanzel und 1754 zwei Altäre errichtet, ehe 1776/77 der heutige Hochaltar aufgestellt wurde. 1813 wurde die 600 Kilogramm schwere Glocke angeschafft. 1832 erhielt die Kirche die alte Orgel von Weyer, die bis 1843 durch Pfarrer Zwirtmayr renoviert wurde. 1945 wurden die Kirche und das Mesnerhaus durch dort einquartierte russische Wachposten verwüstet. 1949 fand das Weihefest für die neue, 250 Kilogramm schwere Glocke statt, doch ein Jahr später erfolgte die Rückkehr der verschleppten großen Glocke, die im Hamburger Hafen versenkt worden war. | BDA-Hist.: Q1740201 Status: § 2a Stand der BDA-Liste: 2025-06-30 Name: Kath. Filialkirche hl. Sebald Heiligenstein GstNr.: .32 Sebalduskirche am Heiligenstein |